# Classe mista
Classe mista (pt: Delícias no Liceu) é um filme italiano de 1976, dirigido por Mariano Laurenti.
Estreou em Portugal a 16 de Dezembro de 1981.

## Sinopse
Tonino (Alfredo Pea) é um estudante apaixonado pela nova professora (Dagmar Lassander). Enquanto sonha com ela, consola-se na cama da tia viúva (Femi Benussi). Um dia, aluno e professora são raptados e durante o cativeiro revelam o seu amor. Mas ela é transferida e no seu lugar aparece uma nova e bela professora.

## Elenco
- Dagmar Lassander: Carla Moretti
- Gianfranco D'Angelo: Ciccio
- Femi Benussi: Zia Tecla
- Alfredo Pea: Tonino Licata
- Gabriele Di Giulio: Salvatore Scognamiglio
- Alvaro Vitali: Angelino Zampanò
- Giusi Raspani Dandolo: Adelaide, moglie di Felice
- Fiammetta Baralla: Prof. Gina Zucca
- Patrizia Webley (Patrizia De Rossi): Prof. De Santis
- Michele Gammino: Prof. Finocchiaro
- Mario Carotenuto: Felice Licata